# Tribonianus

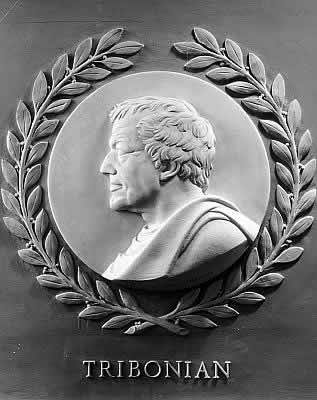
Tribonianus

Tribonianus, Tribunianus, född cirka 500, död cirka 547, var en framstående bysantinsk jurist som under kejsar Justinianus regeringstid reviderade de romerska lagarna.
Tribonianus föddes i Pamfylien och blev en framgångsrik advokat i Konstantinopel. 528 tillsatte Justinianus honom i ledningen för den kommission som skulle ta fram den nya lagsamling, Corpus Juris Civilis, som stod färdig 529. Följande år blev han quaestor och ledde arbetet med att kommentera de romerska lagarna, ett verk som skulle bli betydligt mer omfattande än själva lagsamlingen. Den nedkortade versionen av den nya lagsamlingen, Digesta, stod klar 533. Under tiden detta arbete pågick krävde av okänd orsak revoltörerna i Nikaupproret 532 att Tribonianus skulle avsättas. Kejsaren avsatte också Tribonianus för att omedelbart återinsätta honom sedan upproret slagits ned. 534 publicerades Codex Justinianus tillsammans med ett antal nya lagar som skulle tillgodose samtida behov, Novellae Constitutiones. Tribonianus liv beskrevs av Prokopios.